# Паєвська Олександра Миколаївна
Олександра (Леся) Миколаївна Томич, у шлюбі Паєвська (Псевдо: «Орися»,«М-35» (17 січня 1908, село Нижній Березів — 8 квітня 1953, Київ) — зв'язкова, референтка пропаганди Окружного проводу ОУН. Авторка статей, листівок і невеликих художніх творів. Розстріляна радянською владою.

## Життєпис

Олександра Паєвська в часі учительської роботи

Народилася 17 січня 1908 року в селі Нижній Березів Косівського району на Гуцульщині y греко-католицькій священичій родині о. Миколи Томича і Марії з дому Смалько, яка теж походила із священичої родини.
Рано втратила батька, який молодим помер від туберкульозу. Разом з мамою і братом вона жила і виховувалася у свого діда о. Миколи Смалька, який теж душпастирював на Гуцульщині. 
Вступила до Коломийської жіночої семінарії Українського Педагогічного товариства, яку закінчила в 1926 році. В семінарії була активною учасницею Пласту, входила в Управу пластового куреня ім. Марти Борецької. Після закінчення семінарії дістала можливість працювати аж на Волині. Там організувався великий гурт українських вчительок із Галичини.
У Володимирі-Волинськім одружилася з Денисом Паєвським, емігрантом з-за Збруча. Він воював в армії УНР, батьків його розстріляли більшовики, він з братом емігрували на терени, підлеглі Польщі, а сестра, яка залишилася на підсовєтській Україні, померла в 1933 році від голоду.
У 1939 році на Волинь прийшли совєтські т. зв. «визволителі». Хату Паєвських конфіскують, дозволивши їм жити лише в кухні, в хаті поселяється начальник НКВД. Чоловік, рятуючись, перепливає Буг — і потрапляє в німецький концтабір. Леся ще деякий час працює вчителькою, але весною 1940 року довідується, що вона є в списках на вивіз… Вагітна Леся з маленьким сином Юрком втікає на Гуцульщину, в Брустури, де її мати працювала директором школи.

### В ОУН (УПА)
Ще до Другої світової війни Леся вступила до лав ОУН і все своє життя посвятила національно-визвольній боротьбі. Мала псевдо «Орися». Будучи освіченою і талановитою, володіючи кількома іноземними мовами, «Орися» досконало виконувала різноманітні й складні доручення: визволяла підпільників із лабетів гестапівців та мадярів, виконувала кур'єрські завдання. 
У 1944 році повернувся з німецького концтабору її чоловік. З приходом совєтської влади його заарештували і відправили в мордовські табори.
Після закінчення війни Леся Паєвська легально вчителює у Брустурах Косівського району та активно працює кур'єркою ОУН-УПА, організувавши при школі конспіративний поштовий центр. Вона була спецзв'язковою досить високого ранґу — забезпечувала зв'язок Окружних проводів Буковини і Гуцульщини.
З роками умови підпільних зв'язків і самого існування підпілля ускладнювалися. Школа в Брустурах стояла в центрі села на відкритому місці. «Орисі» було наказано змінити місце роботи з більш зручним для зв'язківців розташуванням житла. В 1947 р. перебралася з дітьми в село Бабин. При ремонті школи було збудовано там криївку. Це, мабуть, був єдиний випадок, що криївка була при школі, де працювала легальна вчителька — активна працівниця бандерівського підпілля.
Та в 1950 році МГБ вийшло на «Орисю», про це стало відомо Проводові, і провідник «Борис» наказав цю підпільну точку закрити і перейти «Орисі» на нелегальне становище. 
Леся Паєвська була в той час референткою пропаганди Окружного проводу ОУН. Вона була авторкою різних статей, листівок і навіть невеликих художніх творів, які після апробації в Краєвому Проводі друкувалися в підпільних виданнях. Праці свої Леся Паєвська підписувала шифром М-35.

### Арешт і страта
В червні 1952 року було ліквідовано підпільну сітку ОУН Коломийщини. Прислужився до цього свій зрадник — колишній окружний провідник Служби Безпеки ОУН Коломийщини на псевдо «Кіров». 
27 червня 1952 року чекісти, з допомогою цього зрадника, провели провокаційну операцію і зненацька напали на групу підпільників у складі шести осіб, у якій була «Орися» і її син Юрко. Група вийшла на зв'язок у назначене «Кіровим» місце поблизу озера Лебедин. «Кіров» прийшов із групою емгебистів, переодягнених повстанцями. Лесю схопили, випередивши вибух приготованої гранати. Після нерівного бою були схоплені Юрко і побратими, двоє загинули в бою, знищивши при цьому і кількох чекістів.
Слідство над Олександрою Томич-Паєвською та ще 60-ма підпільниками проводилося у Києві під безпосереднім наглядом Москви, звідки була надіслана група слідчих. Протягом слідства до січня 1953 року всіх заарештованих тримали в повній ізоляції, в одиночних камерах.
Була піддана тортурам кагебістів, є короткий спогад її сина, якому лише один раз довелося побачити матір, як конвойні вели її з допиту по коридору. «Мала страшний вигляд», — коротко сказав Юрій Паєвський.
Леся Паєвська не видала нікого і не покаялася. Однак докладно говорила про ідеологію, цілі, завдання і методи діяльності ОУН. Не дала ніякої інформації про зв'язки в краю і за кордоном, що цікавило кагебістів найбільше.
Розглядалася їхня справа найвищою судовою інстанцією совєтської імперії — Виїзною Воєнною Колегією Верховного суду Совєтського Союзу. Судові псевдопроцеси здійснювалися окремо для невеликих груп. З усіх 60 заарештованих авторитетних членів ОУН-УПА лише Юрієві Паєвському як неповнолітньому і ще одній жінці присудили 25 років концтаборів, усім решті — розстріл.
Майже три місяці смертники чекали в Лук'янівській тюрмі офіційного затвердження вироку. Сімом підсудним замінили розстріл на 20-літній термін ув'язнення, всіх інших розстріляли. Треба підкреслити, що це вже було після смерті Сталіна. Відлагоджена імперська система працювала чітко і без «вождя й учителя».
Лесю Паєвську розстріляли 8 квітня 1953 року. Відомо, що останню крапку в її житті поставила шифрограма із Москви: рос. «Паевскую расстрелять немедленно», що і було зроблено в Лук'янівській в'язниці.
Місце поховання Олександри Паєвської невідоме. СБУ відповіла, що в документах цього не вказано.
Син Юрій Паєвський одружився, мешкав у Червонограді Львівської області, де помер 8 січня 2008 року.